# Phân họ Sóc đất
Xerinae là một phân họ trong họ Sóc, phần nhiều trong chúng là các dạng sóc đất. Nhìn chung, sóc đất vốn là loài ăn tạp, ngoài việc ăn các loại quả, hạt chúng còn tấn công cả những loài gặm nhấm, bò sát chẳng hạn như rắn. Sóc đất có khả năng kháng độc rất tốt do đó chúng không sợ rắn độc mà còn có thể giết cả những loài rắn kịch độc như rắn đuôi chuông, hổ mang chúa.

## Phân loại
- Tông Xerini: Sóc gai
  - Aragoxerus†
  - Atlantoxerus: Sóc gai
  - Heteroxerus†
  - Spermophilopsis
  - Xerus
- Tông Protoxerini
  - Epixerus
  - Funisciurus
  - Heliosciurus
  - Myosciurus
  - Paraxerus
  - Protoxerus
- Tông Marmotini: Sóc đất thật sự, macmot, sóc chuột, chuột chó thảo nguyên
  - Các chi cơ sở và vị trí không chắc chắn (incertae sedis)
    - Palaeosciurus†
    - Sciurotamias

  - Phân tông Tamiina
    - Nototamias†
    - Tamias: Sóc chuột

  - Phân tông Marmotina
    - Arctomyoides†
    - Marmota: Macmot
    - Miospermophilus†
    - Paenemarmota†
    - Palaearctomys†
    - Protospermophilus†

  - Phân tông Spermophilina: Sóc đất thật sự
    - Ammospermophilus: Sóc linh dương
    - Cynomys: Chuột chó thảo nguyên
    - Spermophilinus†
    - Spermophilus: Sóc chuột vàng, sóc suslik

## Hình ảnh

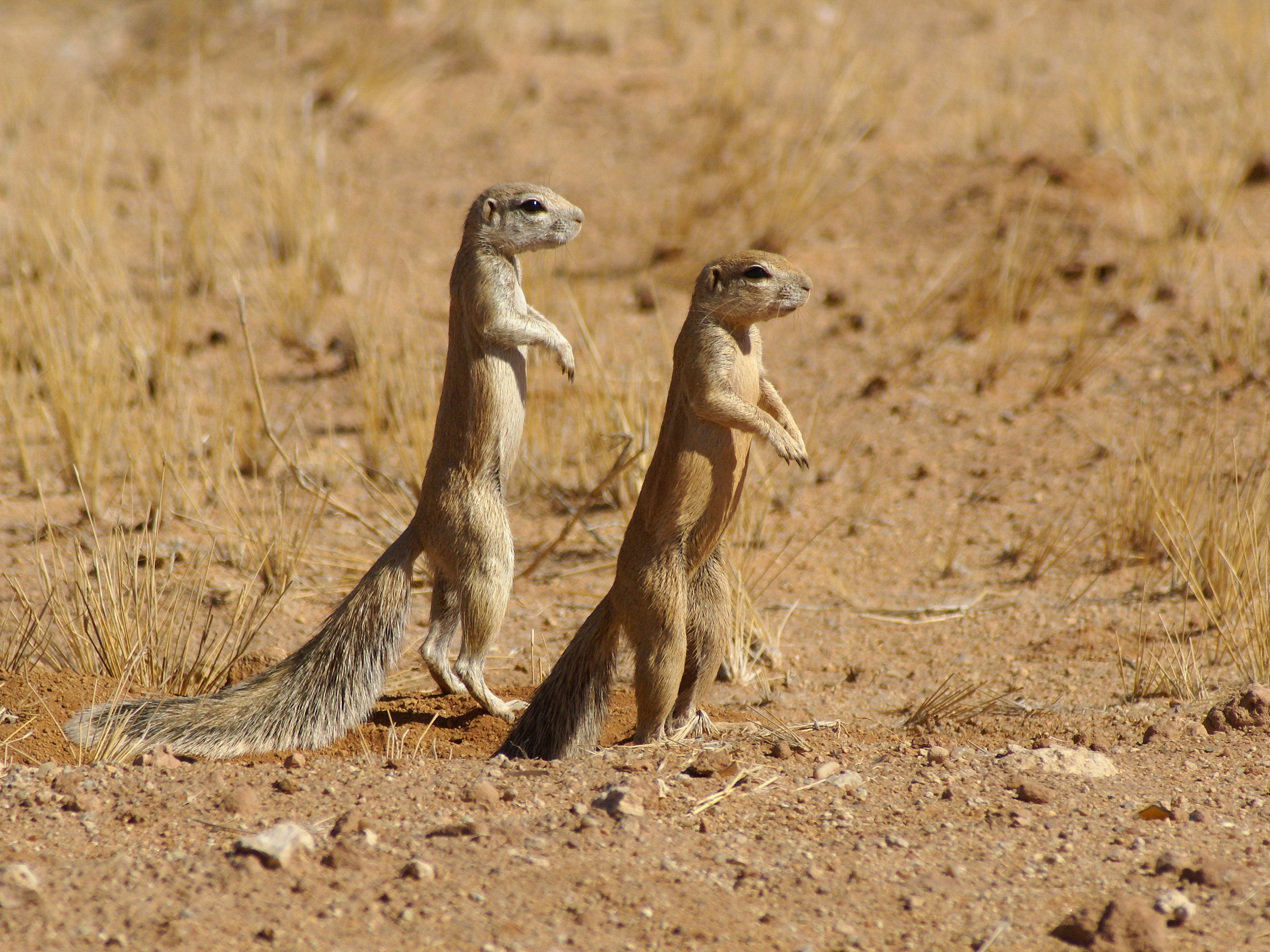
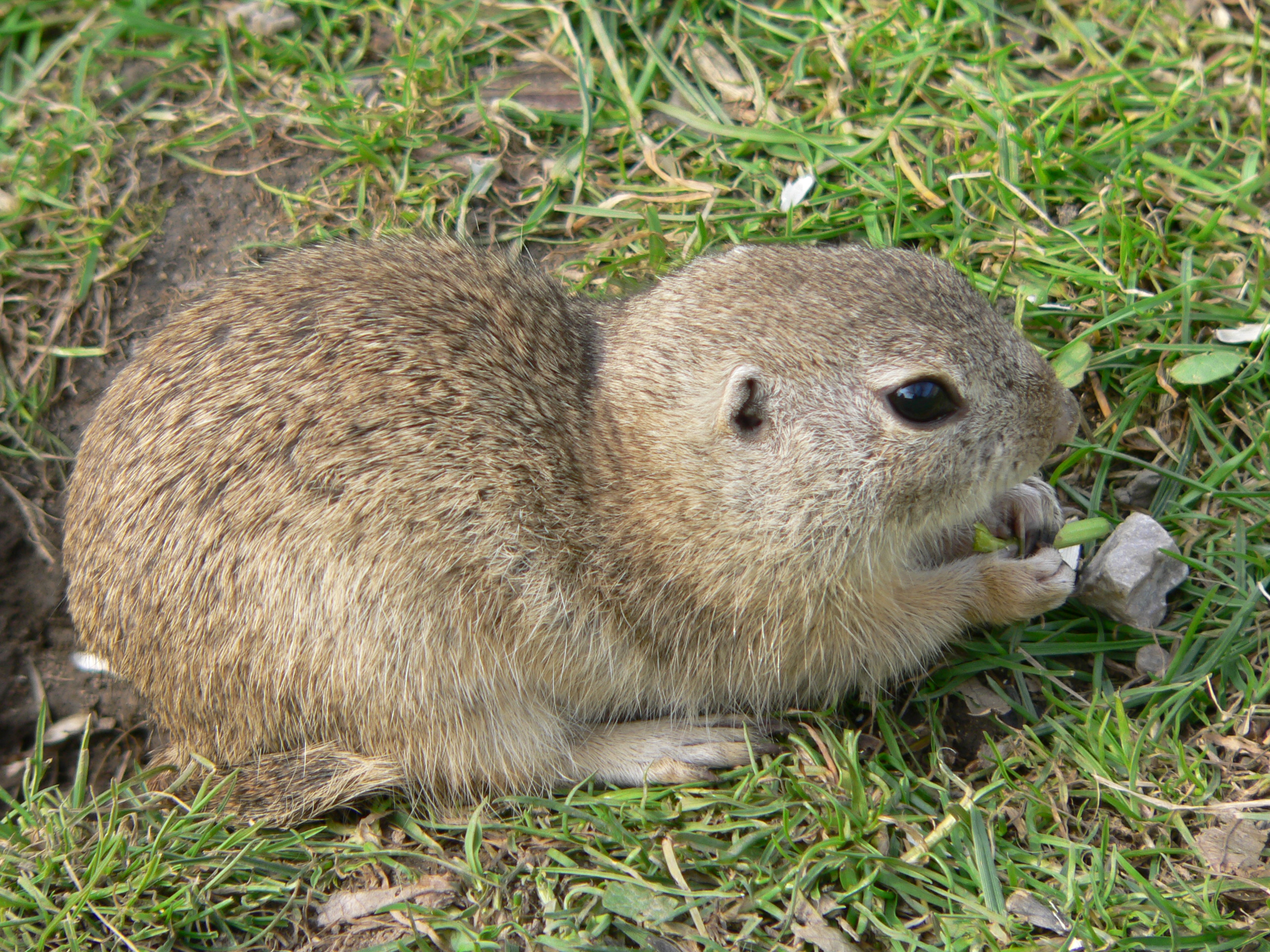
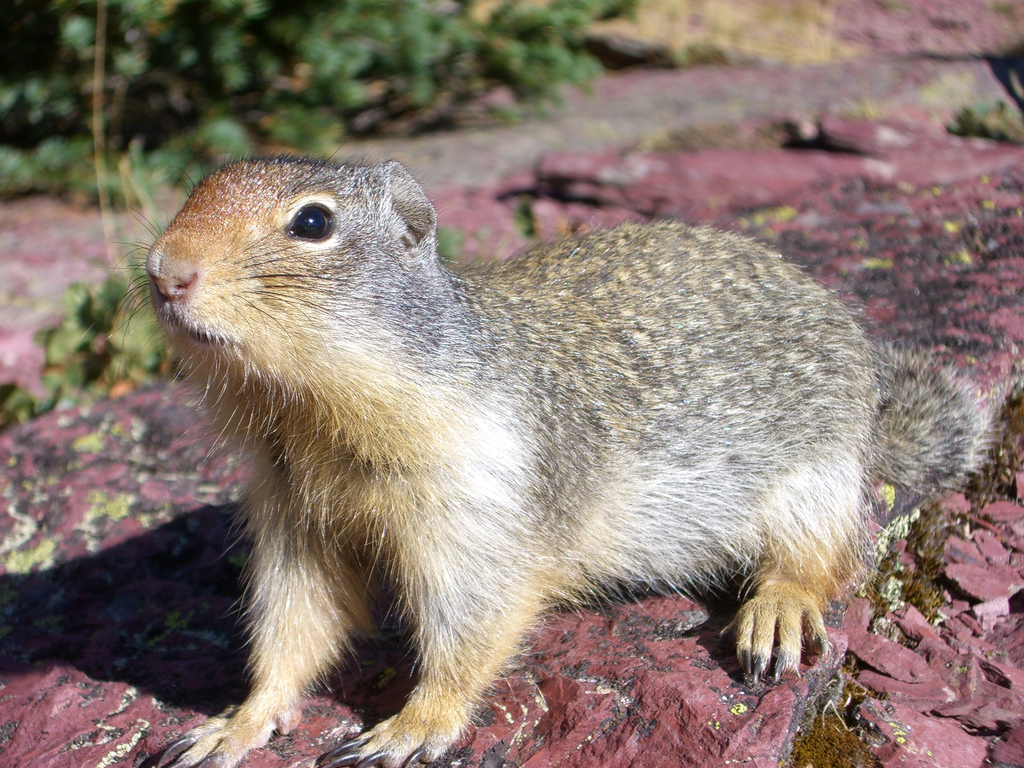
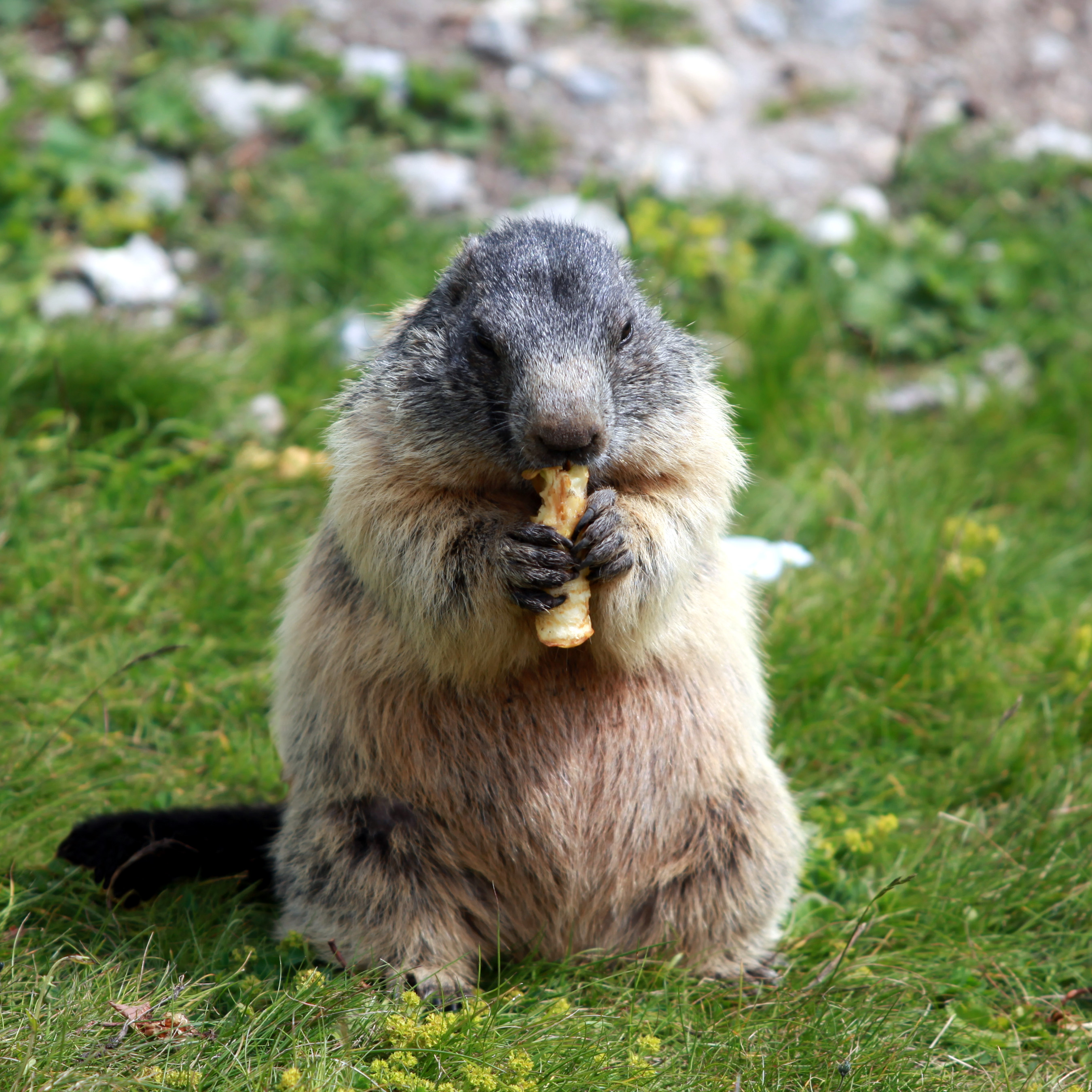